# نجويني نداسي
نجويني نداسي (بالفرنسية: Ngweni Ndassi) (12 يوليو 1996 - ) هو لاعب كرة قدم كاميروني في مركز الدفاع في نادي الطلبة العراقي. شارك مع منتخب الكاميرون لكرة القدم. أما مع النوادي، فقد لعب مع أكاديمية نجالا كوان الرياضية ونادي جدة السعودي و نادي الطلبة العراقي.

## وصلات خارجية
- نجويني نداسي على موقع قاعدة بيانات كرة القدم.إي يو (الإنجليزية)
- نجويني نداسي على موقع ناشيونال فوتبول تيمز (الإنجليزية)
- نجويني نداسي على موقع Soccerway.com (الإنجليزية)